# Abigail Mac
Abigail Mac (Baltimore, Maryland; 2 de junio de 1988) es una actriz pornográfica estadounidense.

## Biografía
Nació en junio de 1988 en la ciudad de Baltimore (Maryland), en una familia con ascendencia alemana e italiana. Su primer trabajo fue como anfitriona en un restaurante.
Comenzó su carrera como actriz porno en 2012, a los 24 años de edad. Desde sus comienzos, se ha destacado por sus escenas en películas de temática lésbica. Mac realizó su primera escena de chico/chica en 2014 para la película Girls of Summer, de la productora Digital Playground.
En 2015 protagonizó junto a Abella Danger y Peta Jensen la película porno True Detective: A XXX Parody, que homenajeaba en clave de parodia la serie de HBO True Detective.
Como actriz, ha trabajado para estudios como Hard X, Vixen, Blacked, New Sensations, Sweetheart Video, Girlfriends Films, Naughty America, Girlsway, Penthouse, Jules Jordan Video, Reality Kings, Evil Angel, Wicked Pictures o Brazzers.
Por su trabajo en la película Black and White 4, dirigida por Greg Lansky, y que fue su primera escena de sexo interracial, se llevó en 2016 dos galardones a la Mejor escena de sexo chico/chica y a la Mejor actuación solo/tease en los Premios AVN.
También en 2016 participó junto a Romi Rain, Nikki Benz, Monique Alexander y Ana Foxxx en la película Ghostbusters XXX Parody, una parodia porno del reboot femenino de Los cazafantasmas producido por Brazzers.
En 2018, grabó para el estudio Tushy, bajo dirección de Kayden Kross, la cinta Abigail, donde grabó en cámara sus primeras escenas de sexo anal y doble penetración.
En 2019 se alzó con el Premio XBIZ a la Artista femenina del año.
Ha rodado más de 920 películas como actriz.
Alguno de sus trabajos destacados son Alexis Loves Girls, Blondes Licking Brunettes, Busty Workout 2, Dredd 2, Girl Fever, Good Fuck To You, Lex the Impaler 9, Oiled Up 4, Sex and Confidence, Tasty Treats o Trouble X 2.

## Premios y nominaciones
| Año  | Ceremonia    | Resultado | Premio                                                 | Trabajo                                    |
| ---- | ------------ | --------- | ------------------------------------------------------ | ------------------------------------------ |
| 2015 | Premios AVN  | Nominada  | Mejor escena de sexo lésbico                           | Masterpiece                                |
| 2015 | Premios AVN  | Nominada  | Premio fan: Mejores pechos                             | —                                          |
| 2015 | Premios AVN  | Nominada  | Artista lésbica del año                                | —                                          |
| 2015 | Premios XBIZ | Nominada  | Artista lésbica del año                                | —                                          |
| 2016 | Premios AVN  | Nominada  | Mejor escena de sexo lésbico en grupo                  | Business of Women                          |
| 2016 | Premios AVN  | Nominada  | Mejor escena de sexo lésbico                           | There's Only One Abigail Mac               |
| 2016 | Premios AVN  | Nominada  | Mejor escena de sexo lésbico en grupo                  | Me and My Girlfriend 10                    |
| 2016 | Premios AVN  | Nominada  | Mejor escena escandalosa de sexo                       | SeXXXploitation of Abigail Mac             |
| 2016 | Premios AVN  | Nominada  | Mejor actriz de reparto                                | Flesh                                      |
| 2016 | Premios AVN  | Ganadora  | Mejor actuación solo/tease                             | Black and White 4                          |
| 2016 | Premios AVN  | Nominada  | Premio fan: Actriz porno favorita                      | —                                          |
| 2016 | Premios AVN  | Nominada  | Premio fan: Estrella mediática                         | —                                          |
| 2016 | Premios AVN  | Ganadora  | Mejor escena de sexo chico/chica                       | Black and White 4                          |
| 2016 | Premios XBIZ | Nominada  | Mejor actriz en película lésbica                       | Wife's Affair                              |
| 2016 | Premios XBIZ | Nominada  | Mejor escena de sexo en película vignette              | SeXXXploitation of Abigail Mac             |
| 2016 | Premios XBIZ | Nominada  | Artista lésbica del año                                | —                                          |
| 2017 | Premios AVN  | Nominada  | Mejor actriz                                           | True Detective: A XXX Parody               |
| 2017 | Premios AVN  | Nominada  | Mejor escena de sexo lésbico en grupo                  | Ghostbusters XXX Parody                    |
| 2017 | Premios AVN  | Nominada  | Mejor escena de sexo lésbico                           | Lesbian Tutors 2                           |
| 2017 | Premios AVN  | Nominada  | Premio fan: Artista femenina favorita                  | —                                          |
| 2017 | Premios AVN  | Nominada  | Premio fan: Mejores pechos                             | —                                          |
| 2017 | Premios XBIZ | Ganadora  | Mejor actriz en película parodia                       | True Detective XXX                         |
| 2017 | Premios XBIZ | Nominada  | Mejor escena de sexo en película protagonista          | Trouble X 2                                |
| 2017 | Premios XBIZ | Nominada  | Mejor escena de sexo en película parodia               | True Detective: A XXX Parody               |
| 2018 | Premios AVN  | Nominada  | Mejor escena de sexo en grupo                          | Power Bangers: A Brazzers XXX Parody       |
| 2018 | Premios AVN  | Nominada  | Mejor escena de sexo lésbico                           | Spoiled                                    |
| 2018 | Premios AVN  | Nominada  | Mejor escena de sexo lésbico en grupo                  | Tori Black is Back                         |
| 2018 | Premios AVN  | Nominada  | Mejor escena de sexo lésbico en grupo                  | Vampires                                   |
| 2018 | Premios AVN  | Nominada  | Mejor actuación solo / tease                           | Hot Bodies 2                               |
| 2018 | Premios AVN  | Nominada  | Premio fan: Artista femenina favorita                  | —                                          |
| 2018 | Premios XBIZ | Nominada  | Artista femenina del año                               | —                                          |
| 2018 | Premios XBIZ | Nominada  | Mejor actriz de reparto                                | Vampires                                   |
| 2018 | Premios XBIZ | Nominada  | Mejor escena de sexo en película de parejas o temática | Spoiled                                    |
| 2018 | Premios XBIZ | Nominada  | Mejor escena de sexo en película lésbica               | Girl Crushed 2                             |
| 2018 | Premios XBIZ | Nominada  | Mejor escena de sexo en película lésbica               | Vampires                                   |
| 2019 | Premios AVN  | Nominada  | Artista femenina del año                               | —                                          |
| 2019 | Premios AVN  | Nominada  | Mejor actriz                                           | Fantasy Factory: Wastelands                |
| 2019 | Premios AVN  | Ganadora  | Mejor escena de doble penetración                      | Abigail                                    |
| 2019 | Premios AVN  | Nominada  | Mejor escena de sexo anal                              | Abigail                                    |
| 2019 | Premios AVN  | Nominada  | Mejor escena de sexo en grupo                          | Xander's World Tour                        |
| 2019 | Premios AVN  | Ganadora  | Mejor escena de sexo lésbico                           | Abigail                                    |
| 2019 | Premios AVN  | Nominada  | Mejor escena de sexo lésbico en grupo                  | Fantasy Factory: Wastelands                |
| 2019 | Premios AVN  | Nominada  | Mejor escena de trío M-H-M                             | Threesome Fantasies 2                      |
| 2019 | Premios AVN  | Nominada  | Premio fan: Artista femenina favorita                  | —                                          |
| 2019 | Premios AVN  | Nominada  | Premio fan: Mejores pechos                             | —                                          |
| 2019 | Premios XBIZ | Ganadora  | Artista femenina del año                               | —                                          |
| 2019 | Premios XBIZ | Nominada  | Mejor actriz protagonista                              | Abigail                                    |
| 2019 | Premios XBIZ | Nominada  | Mejor actriz en película lésbica                       | Fantasy Factory: Wastelands                |
| 2019 | Premios XBIZ | Nominada  | Mejor escena de sexo en película lésbica               | Abigail                                    |
| 2019 | Premios XBIZ | Nominada  | Mejor escena de sexo en película protagonista          | Abigail (con Markus Dupree)                |
| 2019 | Premios XBIZ | Nominada  | Mejor escena de sexo en película protagonista          | Abigail (con Jax Slayher y Prince Yahshua) |
| 2019 | Premios XBIZ | Nominada  | Mejor escena de sexo en película vignette              | My Wife the Slut Vol. 3                    |
| 2020 | Premios AVN  | Nominada  | Artista femenina del año                               | —                                          |
| 2020 | Premios AVN  | Nominada  | Mejor escena de sexo en grupo                          | Perspective                                |
| 2020 | Premios AVN  | Nominada  | Mejor escena de trío H-M-H                             | The Casting                                |
| 2020 | Premios XBIZ | Nominada  | Artista femenina del año                               | —                                          |
| 2020 | Premios XBIZ | Nominada  | Mejor actriz de reparto                                | Perspective                                |
| 2020 | Premios XBIZ | Nominada  | Mejor escena de sexo en película lésbica               | Lesbian Revenge: Resisting Arrest          |
| 2020 | Premios XBIZ | Nominada  | Mejor escena de sexo en película parodia               | A Cruel Bet                                |
| 2021 | Premios AVN  | Nominada  | Mejor escena de sexo lésbico                           | I Saw It With My Own Eyes                  |
| 2021 | Premios XBIZ | Nominada  | Artista femenina del año                               | —                                          |
| 2021 | Premios XBIZ | Nominada  | Artista lésbica del año                                | —                                          |
| 2021 | Premios XBIZ | Nominada  | Mejor actuación protagonista                           | The Summoning                              |
| 2021 | Premios XBIZ | Nominada  | Mejor escena de sexo en película lésbica               | Lola & Maxie Get Off                       |
| 2021 | Premios XBIZ | Nominada  | Mejor escena de sexo en película lésbica               | She's My Daddy                             |
| 2021 | Premios XBIZ | Nominada  | Mejor escena de sexo en película protagonista          | Blindsided                                 |
| 2021 | Premios XBIZ | Nominada  | Mejor escena de sexo en película protagonista          | The Summoning                              |
| 2021 | Premios XBIZ | Nominada  | Mejor escena de sexo en película de temática erótica   | Unfaithful Betrayal                        |
| 2021 | Premios XBIZ | Nominada  | Mejor escena de sexo en película vignette              | The Casting                                |
| 2021 | Premios XBIZ | Nominada  | Mejor escena de sexo en realidad virtual               | No Time to Die Hard                        |
| 2022 | Premios AVN  | Nominada  | Mejor escena de sexo en grupo                          | Sleepless Nights                           |
| 2022 | Premios XBIZ | Nominada  | Mejor escena de sexo en película vignette              | First Times and Second Chances 3           |
| 2023 | Premios XBIZ | Nominada  | Estrella mediática del año                             | —                                          |
| 2025 | Premios XMA  | Nominada  | Mejor escena de sexo en orgía o grupal                 | Bellesa's All Star Party                   |